# Роко Хънт
Роко Хънт (на италиански: Rocco Hunt), псевдоним на Роко Паляруло (на италиански: Rocco Pagliarulo; * 21 ноември 1994 в Салерно, Италия), е италиански рапър и певец.
Победител на Фестивала на италианската песен в Санремо 2014 в раздела „Нови предложения“ със сингъла Nu juorno buona, той печели и наградите „Емануеле Луцати“ и „Асомузика“.

## Биография

### Първи издания
Роден и израснал в южноиталианския град Салерно, на 11-годишна възраст Паляруло прави първите си стъпки в света на хип-хопа, участвайки в различни джемове и състезания по свободен стил. Избирайки псевдонима Хънт MC, през 2010 г. той издава дебютното си EP A 'music è speranz чрез независимия лейбъл Dint Recordz.
Впоследствие променя псевдонима си на Роко Хънт и през 2011 г. публикува с лейбъла Honiro микстейпа Spiraglio di periferia, съдържащ сътрудничеството на рапърите Клементино и Ентò, и има добър успех на италианската ъндърграунд хип-хоп сцена, особено благодарение на музикалния видеоклип на песента O 'mar' eo 'sole (в сътрудничество с Клементино). След успеха на EP-то през 2012 г. е издадена луксозна версия, съдържаща четири неиздавани песни.

### АлбумPoeta urbano
През 2013 г. рапърът подписва договор с голямата звукозаписна компания Сони Мюзик и издава първият си официален албум Poeta urbano („Градски поет“), продуциран от Фабио Муста, Шабло, Фриц да Кат и др. Той е предшестван от синглите Io posso („Аз мога“) и Fammi vivere („Остави ме да живея“), издадени съответно на 14 юни и 21 юни.  От албума е извлечен и трети сингъл, озаглавен L'ammore overo („Истинската любов“), издаден на 27 септември.

### Победа на Санремо Джовани 2014 и албум'A verità
През 2014 г. Хънт участва в 64-то издание на Фестивала в Санремо и печели 1-во място в раздел „Нови предложения“ с песента Nu juorno buona (първа победа на хип-хоп песен в историята на „Нови предложения“ на фестивала). На 17 февруари 2014 г. парчето е пуснато в iTunes Store  като водещ сингъл от втория му студиен албум, озаглавен  'A verità („Истината“), издаден на 25 март 2014 г. В албума участват рапърите Клементино, Нойз Наркос, Енси, Джемитец, МедМен и Нитро, и певците Федерико Дзампальоне, Ерос Рамацоти и Енцо Авитабиле. Албумът дебютира на първа позиция в Италианската класация за албуми. На 9 май албумът му е сертифициран като златен от FIMI.
На 1 март 2014 г. Хънт е награден от името на град Салерно от кмета на града на площад Амендола, където изнася за случая концерт пред своите фенове.
На 16 май са пуснати видеото към песента Tutto resta („Всичко остава“) и Vieni via con me („Тръгни с мен“) – вторият сингъл, извлечен от албума.
На 25 и 26 юни 2014 г. Хънт участва в Летния фестивал (Summer Festival) в Рим, изпълнявайки Nu juorno Buono и Vieni con me.
На 15 октомври 2014 г. той обявява преиздаването на албума, наречен  'A verità 2.0, издаден на 4 ноември. Преизданието е предшествано от сингъла Ho scelto me („Избрах мен“), издаден на 17 октомври.
На 18 ноември той участва като танцьор за една вечер в шоуто за таланти Ballando con le stelle по телевизионния канал Rai 1.
На 10 ноември 2014 г. излиза албумът Libera на певицата Дебора Юрато, съдържащ Sono molto buona („Аз съм много добра“), записан в сътрудничество с рапъра.
На 2 декември Роко Хънт публикува книгата Il sole tra i palazzi („Слънцето между сградите“) в сътрудничество с Федерико Вакалебре.
На 5 май 2015 г. излиза албумът Ora o mai più на италианския продуцент Дон Джо, съдържащ Woodstock, в които си сътрудничат Клементино и Роко Хънт. На 25 септември излиза Bella Lucio! – албум в памет на Лучо Дала, който съдържа песента на Роко Хънт Una lacrima („Сълза“).

### АлбумSignorHunt
След година, прекарана в композиране на нов материал, на 4 септември 2015 г. Роко Хънт прави достъпен сингълът Vene e vvà, предшестващ третия му студиен албум, в който участват различни специални гости, включително Клементино и Енцо Авитабиле. Озаглавен SignorHunt („Г-нХънт“), албумът, чиято обложка е редактирана от рапъра Франческо Паура, излиза на 23 октомври и е предшестван от видеото на заглавната песен, издадено на 9 октомври.  Промоцията на албума продължава с издаването на втория сингъл от него Se mi chiami („Ако ми се обадиш“) на 20 ноември 2015 г., записан в дует с Нефа.
На 13 декември 2015 г. е обявено участието на Хънт в 66-ото издание на Фестивала в Санремо в раздел „Шампиони“ със сингъла Wake Up. Той заема 9-то място на финалната вечер на събитието. Този сингъл, издаден на 10 февруари 2016 г., предшества преиздаването на албума SignorHunt, наречено SignorHunt – Wake Up Edition, което излиза на 4 март и включва втори компактдиск с девет неиздавани песни. На 16 септември като сингъл излиза Stella cadente („Падаща звезда“) в сътрудничество с Аннализа.

### Неиздавани песни, албумиLibertàиRivoluzione
На 28 април 2017 г. Роко Хънт представя неиздавания си сингъл Kevvuo, изпят на диалект и придружен от видео. Два месеца по-късно е ред на втория сингъл Niente da bere („Нищо за пиене“), последван през ноември от Invece no („А пък не“) – песен, в която рапърът критикува Франческо Габани.
На 23 ноември 2018 г. сингълът Tutti 'e parole е пуснат за цифрово изтегляне, последван на 29 ноември от неговото видео, произведено във вертикален формат за оптимално гледане със смартфони.
През лятото на 2019 г. Роко Хънт обявява, че иска да сложи край на музикалната си кариера, защото се чувства неспособен да преодолее натиска, на който е подложен. Въпреки това на 31 август той издава четвъртия си албум Libertà („Свобода“), мотивирайки се, че звукозаписната му компания е отлагала издаването му няколко пъти през годините. Вътре в диска има сътрудничества с Акиле Лауро, Нефа, Джей Акс и Бумдабаш.
На 3 юни 2020 г., след локдауна от коронавирусната пандемия Роко Хънт пуска сингъла Sultant' a mia. Месец по-късно излиза A un passo dal Luna („На крачка от Луната“), направен заедно с Ана Мена. На 4 септември излиза албумът Buongiorno на Джиджи Д'Алесио, в който Роко Хънт участва в песента Chiove.
На 4 юни 2021 г. излиза сингълът му Un bacio all'improvviso („Внезапна целувка“), направен заедно с Ана Мена. Той е последван от Fantastica („Фантастична“), издаден на 24 септември, който е изпят заедно с Бумдабаш и предшества издаването на петия му албум Revoluzione („Революция“), излязъл на 5 ноември.
От 2022 г. изпълнителят започна да издава самостоятелни сингли. Първият от тях е Caramello („Карамел“), създаден заедно с Елетра Ламборгини и Лола Индиго, последван от A' vita senz' e te (Me fà paura) („Животът без теб Име плаши)“). На следващата година e ред на Non litighiamo più („Да не се караме повече“).

## Дискография

### Студийни албуми
- 2013 – Poeta urbano
- 2014 – 'A verità
- 2015 – SignorHunt
- 2019 – Libertà
- 2021 – Rivoluzione

### Миниалбуми
- 2010 – A' music è speranz

## Музикални видеоклипове
2011
- Nun c' sta paragon'
- O' mar 'e o' sole
- Quante cose ft. Енто
- RH positivo
- Come hanno fatto tutti
- Pane e rap
- Io posso
- Fammi vivere
- L'amore overo
- Nu juorno buono
- Tutto resta
- Vieni con me
- Giovane disorientato
- Ho scelto me
- Capocannonieri ft. Клементино

2015
- Il sole tra i palazzi
- Vene e vvà
- SignorHunt ft. Мачо Капатонда
- Se mi chiami ft. Нефа

2016
- Tengo voglia 'e sunnà
- Wake Up
- Sto bene così
- O' reggae de guagliune ft. Клементино, Speaker Cenzou и O' Zulù
- Stella cadente ft. Аннализа

2017
- Kevvuo'
- Niente da bere
- Santa Margherita 104 Freestyle
- Invece no

2018
- Fammi scendere
- Tutte 'e parole

2019
- Ngopp' a luna (с Никола Сичилиано)
- Benvenuti in Italy
- Ti volevo dedicare

2020
- Stu core t'apparten
- A un passo alla Luna
- Che me chiamme a fa? (с Джеолиер)

2021
- Un bacio all'improvviso (с Ана Мена)
- Fantastica (с Бумдабаш)
- Nel percorso

2022
- Caramello (с Елетра Ламборгини)
- Candela

2023
- Non litighiamo più

## Филмография
- Zeta – Una storia hip-hop, реж. Козимо Алемà(2016)
- Arrivano i prof, реж. Иван Силвестрини (2018)